# S-cry-ed
S-CRY-ed (スクライド Sukuraido?), conocido también como s.CRY.ed o Scryed, es un Anime Japonés de 26 episodios, producida por Sunrise, dirigida por Gorō Taniguchi y escrita por Yōsuke Kuroda, la cual, fue lanzada al aire en Japón por TV Tokyo y Animax. La música para la serie fue compuesta por Nakagawa Kotaro. Una adaptación del manga, dibujada por Yasunari Toda, fue serializada por Weekly Shōnen Champion de Akita Shoten.
El anime es licenciado por Bandai. Iniciando en el 2003, Bandai lanzó la serie en América del Norte con seis volúmenes individuales, seguido por una completa caja de seis discos en noviembre de 2004. Después, la serie se estrenó en el bloque de Adult Swim de Cartoon Network el 28 de mayo de 2005, después episodios seleccionados fueron emitidos en Vídeo bajo demanda de Adult Swim. El 7 de septiembre de 2005, Bandai relanzó s-CRY-ed bajo el estandarte de Leyendas de Anime, en tres volúmenes de dos discos, seguido por Las Leyendas del Anime Colección Completa el 24 de octubre de 2006. En Latinoamérica fue transmitida por Animax desde octubre del 2005 hasta noviembre del 2006; luego en octubre del 2007 regresó al canal para ser retirada definitivamente en mayo del 2008.

## Argumento
Varios años después de "El Gran Levantamiento", la gente tiene un poder, la capacidad de reconstruir, reformar y cristalizar la materia a nivel molecular utilizando el pensamiento único y la fuerza de voluntad. A esas personas se les conoce como usuarios "Alter". Solo el 1% de las nuevas generaciones reciben este poder especial, aunque este número aumenta constantemente a medida que avanza la serie, algunos sienten una superioridad sobre los seres humanos normales.
Hay dos fuerzas opuestas de Alters: los Alters nativos, un grupo de usuarios Alter quienes viven afuera de la ciudad central y evitan cualquier relación con el gobierno y "HOLY", una organización de usuarios Alter que son una división de la organización "HOLD". HOLD funciona como fuerza de policía del gobierno continental en "Lost Ground", mientras HOLY, está compuesto exclusivamente de usuarios Alter, sirviendo como grupo de 'operaciones especiales', ayudando a HOLD en la realización de las misiones peligrosas que podrían requerir la ayuda de un usuario de Alter.
Kazuma y Ryuhou son dos personajes de s-CRY-ed que tienen una rivalidad utilizada para conducir y centrar la trama. Ellos en la mayor parte de la serie intentan superar a su rival, incluso cuando se ven obligados a trabajar juntos. Nunca pueden olvidar su rivalidad.
Solo hay un narrador, Kanami. Kanami es una amiga íntima de Kazuma, quien la protege a ella y la trata como su hermana menor. Ella narra la serie con sus sueños, sin saberlo, usando su poder alter de 'Adivinar' (Scry) las emociones de la gente. Su habilidad para adentrarse en las emociones de los personajes principales se utiliza con frecuencia en toda la serie para conocer más a los personajes.
La serie avanza a través de la introducción inicial de la potencia Alter, a una mayor comprensión de la política y la razón de "El Gran Levantamiento", este fue causado por un evento parecido en un Universo Paralelo donde todas las criaturas son independientes de los Alters. Durante una de las batallas entre Ryuhou y Kazuma, ellos abren un portal hacia el universo paralelo, causando otro gran levantamiento y atrayendo la atención del gobierno continental. El continente envía un agente, Kyouji Mujo, a "Lost Ground" en un intento de aprovechar el poder del universo paralelo para obtener beneficios económicos. Mujo comienza a tener delirios de grandeza después de convertirse en la cabeza del gobierno de "Lost Ground" y absorbiendo el ente de cristal de "el otro lado", agregándolo a su formidable poder Alter. Tanto él como la entidad de cristal son derrotados por los esfuerzos separados de Kazuma y Ryuhou. El continente intenta obtener el control sobre "Lost Ground" enviando un ejército de usuarios Alter, pero ellos son derrotados por Kazuma y Ryuhou.
Un epílogo, años después, Kazuma y Ryuho se convierten en los protectores de "Lost Ground", defendiéndolo de los invasores del continente. Una Kanami mayor, quien tiene un poder total sobre su alter, espera su regreso.

## Personajes
Kazuma
Seiyū: Soichiro Hoshi
Kazuma es el personaje principal de la historia. Al principio, Kazuma es retratado como un imprudente usuario Alter quien hará cualquier cosa por dinero.
Aquellos alrededor de él no saben que él es un usuario Alter y creen que él simplemente evita su trabajo cuando él se escapa para "Los Trabajos" de Kimishima. Kazuma tiene un carácter de mal genio, pero a veces se muestra muy preocupado por sus amigos, poniendo su vida en peligro siempre que ellos lo estén. Al principio, Kazuma fue clasificado como un usuario Alter "Clase C", pero aumenta graduálmente, conforme va derrotando usuarios Alter.
Kazuma tiene un poderoso Alter llamado "Bala Explosiva" (Shell Bullet), un tipo de Alter que transforma su mano en un arma. En su primer nivel, "Shell Bullet" cubre el brazo derecho de Kazuma con una armadura metálica, y crea tres aletas curvas de metal que sale de su escáúla derecha, cada uno más grande que el anterior, conforme se acercan al hombro. Cuando ataca, Kazuma usa una a una las tres aletas, propulsándolo adelante a gran velocidad para aumentar su poder, las cuales son llamados "Balas". En su segundo nivel, el brazo de Kazuma es reemplazado completamente por un fuerte brazo propulsor, con tres aletas de metal cerca de su ojo derecho y una hélice que reemplaza sus tres aletas en su espalda. La hélice hace que Kazuma pueda volar, así como la eliminación del límite impuesto por su primer nivel, pudiendo usar su poder tanto como lo deseé pero poniendo en riesgo su integridad. En su puño tiene una pequeña abertura que puede absorber la potencia adicional del Alter y fortalecer más sus ataques. 
Ryuhou (刘凤, Ryuho)
Seiyū: Hikaru Midorikawa
18 años de edad, Ryuhou Tairen ( es ampliamente considerado como el miembro más fuerte de HOLY. Ryuhou desarrolla una rivalidad fuerte con Kazuma, ya que este altera y frustran continuamente los planes de HOLY. Ryuhou es muy estricto, se niega a hablar de su madre, y hace su trabajo sin distracciones. De la personalidad Ryuhou cambió tras la muerte de su madre a manos de un usuario de Alter, y es impulsada por su deseo de lograr que el usuario Alter sea castigado.
La capacidad de Ryuhou Alter es "Zetsuei", un Alter humanoide que utiliza látigos flexibles para atacar y defender. Zetsuei siempre tiene la mitad de su rostro cubierto y los brazos atados. Por la liberación de estos obstáculos, Ryuhou puede actualizar Zetsuei en su verdadera forma, un humanoide mayor con forma de serpiente en la parte inferior del cuerpo. De esta forma, Zetsuei puede moverse más rápido que lo que el ojo puede ver, y también puede volar. Conserva los látigos de su primera forma, y las ganancias de los dos brazos adicionales que pueden ser disparados como cohetes. El final de la cola Zetsuei también puede abrir en una sierra. 
Kanami Yuta
Seiyū: Yukari Tamura
Kanami es una pequeña niña que vive con Kazuma. Al principio no sabe nada sobre el Alter de Kazuma o sobre sus trabajos. Todo lo que sabe es que Kazuma recibe una paga por lo que sea que haga, aunque algunas veces el pago no alcance para sostenerse ellos dos. Para ayudar con sus ingresos, ella se ofrece para trabajar en una granja local. Su personalidad es tierna y segura al mismo tiempo, cuando Kazuma comete un error, ella le da a él uno de esos discursos de "Estoy muy decepcionada", sin levantar su voz, para hacer que Kazuma culpable. Kanami tiene un Alter desconocido que le da el poder de la empatía y telepatía, permitiendo que ella pueda leer pensamientos y emociones (Conocido como "Scrying" o "Adivinación"). Esto se manifiesta en "sueños" sobre Kazuma, en los cuales, Kanami solo lo ve como un hombre extraño.
Kunihiko Kimishima (君 岛 邦彦, Kimishima Kunihiko)
Seiyū: Takumi Yamazaki
17 años de edad, Kimishima es amigo de Kazuma y defensor. Kimishima es un hombre de negocios, a menudo utilizando sus conexiones para obtener información valiosa. Se reunió con Kazuma por esas conexiones. Aunque no tiene poderes Alter, por lo general lleva un par de pistolas ocultas justo debajo de la manga y es un tirador excelente. A menudo está dispuesto a ponerse en situaciones peligrosas, como la defensa del terreno perdido de una ofensiva HOLY. Una broma de funcionamiento de la serie es que cada vehículo que pone en sus manos es destruido de una forma u otra, a menudo por las acciones de Kazuma. En el anime, estando gravemente herido durante un conflicto con HOLY, resiste lo suficiente para ayudar a Kazuma con una última batalla. En el manga no muere y establece una relación romántica con Ayase.
Mimori Kiryu (桐 生水 守, Kiryu Mimori)
Seiyū: Yūko Nagashima
17 años de edad, Mimori Kiryu es la hija de Tadanori Kiryu, el principal asesor continental para el terreno perdido. Su familia aporta los fondos para HOLY y como tal es tratada como una princesa. Ella nació en el terreno perdido y se alejó, pero regresa siete años después, en el inicio del anime para estar con Ryuhou. Lo conoció en una fiesta de la infancia y descubrió sus poderes extraños, pensaba en ellos como una bendición, mientras que el los consideraba una maldición. Ella trabaja en HOLY como una científica, esperamdo el momento para poder acercarse a Ryuhou. También es extremadamente idealista y amable, ayudando a prácticamente todos los otros miembros del reparto en algún momento u otro.
Scheris Adjani (シェリス アジャーニ, Sherisu Ajani)
Seiyū: Masayo Kurata
15 años de edad, Scheris Adjani es oriunda del territorio perdido y fue rescatado por Ryuhou en una redada HOLY cuando niña. Se unió a HOLY poco después. Cuando se introdujo por primera vez se convirtió en una niña de luz alegre y amistosa. Scheris es muy enérgica en la mayoría de las situaciones.
Ella está fuertemente enamorada de Ryuhou, y lo seguirá a cualquier lado. Cuando Mimori Kiryu hace su presencia, Scheris comienza a expresar una gran cantidad de celos. Después pierde la esperanza y permite Mimorihacer su stand. Sin embargo, en el manga, Scheris es la que, al final del manga, termina con Ryuhou. 
La capacidad Alter de Scheris es "Eternal Devota", que le permite sanar a los demás y reforzar sus capacidades, o de infligir dolor severo mediante el contacto físico. El inconveniente es que esa tarea es extremadamente agotadora para ella, y como tal solo puede ser utilizado con moderación. Aunque normalmente es un alter interiorizado, Scherrice puede manifestar su alter en forma física, que aparece como un enorme ángel. En este estado, Scheris puede sacrificarse para resucitar a un compañero caído, que ella utiliza con Ryuhou cerca del final de la serie en el episodio que lleva su nombre. En el manga, ella utiliza su alter para combinar con Ryuhou temporalmente. Scheris sobrevive en el manga y utiliza su amor por Ryuhou para ayudar a apoyarlo y estimular en él la victoria.
Asuka Tachibana (橘 あすか, Tachibana Asuka?)
Seiyū: Tetsuya Iwanaga
16 años de edad, Asuka Tachibana es un miembro de HOLY. Tachibana tiene una actitud dulce cuando no está luchando, pero cuando surge el conflicto se convierte en todo un profesional. A principios de la serie siente una amarga rivalidad, pero no correspondido con Kazuma, esta aumenta después de que se siente avergonzado por Kazuma durante su escape de la sede HOLY y en posterior batalla en la que es derrotó casi sin esfuerzo. Cuando los dos están atrapados en una cueva subterránea, se le da una nueva visión de los ideales de Kazuma. Después de una última batalla, en la que Kazuma vuelve a emerger victorioso, decide ganarse la vida como un corredor, ayudando a fusionar los pobres y metrópoli. Él tenía una novia llamada Cammy, pero la dejó atrás cuando desapareció de HOLY. Ella se le aparece de nuevo en el episodio 25 y comienzan a vivir juntos.
El Alter de Asuka es "Eternidad Ocho" o las "Ocho Bolas Treasure", ocho pequeños orbes esmeralda que actúan como una extensión de su voluntad. Uno de los Alters más versátiles de la serie, su eternidad Ocho pueden organizarse en diferentes modelos y diferentes construcciones: una espada, un escudo, una plataforma para montar en, y así sucesivamente. También pueden ser utilizados en forma singular para las acciones precisas. Asuka puede controlar las mentes de los seres vivos utilizando su eternidad Ocho, aunque Kazuma puede resistirse a este efecto por la fuerza de su voluntad. Además de las órbitas, Asuka puede manifestar un arco para disparar su eternidad Ocho como una flecha, llamado "Eternity Extra Shot"

## Música
Opening
1. "Reckless Fire" - Yasuaki Ide (episodes 1–25)
2. "Drastic My Soul" - Mikio Sakai (episode 26)
Ending
1. "Drastic My Soul" - Mikio Sakai (episodes 1–25)
2. "Tabidachi no Kane ga Naru" ("The Bell of Setting out for a Journey Will Ring") - Mikio Sakai (episode 26)
Insert songs
- "All I Need Is Love" - Mikio Sakai (episodes 14 and 17)

- "Magma" - Yasuaki Ide (episode 19)

- "Discovery" - Mikio Sakai (episode 25)